# Little Barrie
Little Barrie es una banda de rock formada en el año 2000 en la ciudad de Nottinghamshire, Inglaterra. 
La banda también mezcla géneros como: garage rock, soul, R&B, funk y blues con influencias del freakbeat.
Tienen sencillos famosos como: "Love You", "Tip it Over", "How Come", "Free Salute" y "Surf Hell" que también aparece en el videojuego musical de Ubisoft: Rocksmith. 
El integrante Virgil Howe es el segundo hijo del guitarrista Steve Howe, integrante del grupo de rock progresivo británico Yes, y el integrante Barrie Cadogan formó también parte del grupo de rock alternativo británico Primal Scream.

## Integrantes

### Formación actual
- Barrie Cadogan - vocalista, guitarra
- Lewis Wharton - bajo

### Exintegrantes
- Billy Skinner - batería (2005 - 2008)
- Wayne Fullwood - batería, vocal de apoyo (2000 - 2005)

## Discografía

### Álbumes de estudio
- 2005: "We Are Little Barrie" - (Productor: Edwyn Collins) (Artemis Records. Play It Again Sam Records)
- 2006: "Stand Your Ground" - (Productores: Dan the Automator, Mike Pelanconi) (Hostess, Play It Again Sam Records, Artemis Records)
- 2011: "King of the Waves" - (Productor: Edwyn Collins) (Play It Again Sam Records, Tummy Touch Records)
- 2014: "Shadow" - (Productor: Edwyn Collins, Seb Lewsley, Little Barrie) (Tummy Touch Records)
- 2017: "Death Express" (Productor: Tom Forrest, Little Barrie)

### EP
- 2000: "Shrug of Love" - (Stark Reality)
- 2001: "Don't Call It the Truth" - (Stark Reality)
- 2001: "Memories Well" - (Stark Reality)
- 2002: "Burned Out" - (Showdown)
- 2004: "EP" - (Genuine Records)
- 2005: "Free Salute" - (Genuine Records)
- 2005: "Long Hair" - (Genuine Records)
- 2005: "Green Pastures" - (Genuine Records)
- 2006: "Girls and Shoes" - (Genuine Records)
- 2006: "Pin That Badge" - (Genuine Records)
- 2007: "Love You" - (Genuine Records)
- 2007: "Pay to Join" - (Genuine Records)
- 2011: "Surf Hell" - (Non Deluxe)
- 2011: "How Come" - (Non Deluxe)
- 2014: "Fuzz Bomb - (Tummy Touch Records)
- 2016: "I.5.C.A." - (Non Deluxe)

### Colaboraciones
- 2004: A Right Earful Vol. 1
- 2005: # 48
- 2005: Stoned
- 2005: Groove Armada Presents...
- 2005: Rolling Stone N°27
- 2007: Les Inrockuptibles présentent objectif 2007 - Vol.1
- 2007: New Noises Vol. 81
- 2008: The Paul Weller Jukebox: 14 Tracks That Rock the Modfather's World
- 2008: LateNightTales [Matt Helders]
- 2008: Triple J's Like a Version Four

### Soundtrack en TV
- 2015: Better Call Saul